# إبراهيم بالا
إبراهيم بالا (بالإنجليزية: Ibrahim Balla) (مواليد 1 أكتوبر 1990) هو ملاكم أسترالي، مثّل بلاده في الألعاب الأولمبية الصيفية 2012.

## روابط خارجية
إبراهيم بالا على موقع بوكس ريك (الإنجليزية) (registration required)
- إبراهيم بالا على موقع اللجنة الأولمبية الدولية (الإنجليزية)
- إبراهيم بالا على موقع أوليمبيديا (الإنجليزية)
- إبراهيم بالا على موقع اللجنة الأولمبية الأسترالية (الإنجليزية)
- إبراهيم بالا على موقع اتحاد ألعاب الكومنولث (مؤرشف) (الإنجليزية)